# Porcellio albicornis
Porcellio albicornis là một loài chân đều trong họ Porcellionidae. Loài này được Dollfus miêu tả khoa học năm 1896.